# 尾頭橋駅
尾頭橋駅（おとうばしえき）は、愛知県名古屋市中川区尾頭橋四丁目にある東海旅客鉄道（JR東海）東海道本線の駅である。駅番号はCA67。
運行形態の詳細は「東海道線 (名古屋地区)」を参照。

## 概要
中央本線と並走区間にあるが、東海道本線のみに設置された駅である。通常は普通列車のみ停車するが、JRA（日本中央競馬会）場外馬券売場「ウインズ名古屋」の最寄り駅であることから、中央GI競走（日本ダービー・有馬記念等）開催日には30分に1本の間隔で快速や新快速が臨時停車する。
1996年（平成8年）3月から2009年（平成21年）3月まで定期運行していた下り「ムーンライトながら」は豊橋駅と大垣駅間のほとんどの駅に停車していたが、当駅と三河塩津駅は通過していた（ドアカット#車両にドアカット機能がないことから停車できずに通過していた例）。当駅開設から約1年間は前身の「大垣夜行」であったが、これも通過していた。また1999年（平成11年）までは、名古屋発大府行の最終普通列車は当駅を通過していた。
当駅を含む金山駅 - 名古屋駅は東海道本線と中央本線の重複区間であるため、この区間を含む定期乗車券であれば中央本線経由であっても当駅で乗降することは可能。

## 歴史
当駅は日本中央競馬会（JRA）が構想し、地元住民の要望という体裁で開業に至った請願駅である。
尾頭橋1丁目にあるウインズ名古屋（場外馬券売り場）は競馬ブームの隆盛に伴い入場客数が順調に伸びていたが、最寄駅の金山駅から徒歩15分という立地からマイカー利用が多く、道路の渋滞や路上の違法駐車が問題となっていた。対策としてJRAは年間約9000万円をかけて名鉄バスセンター・愛知県庁方面などに無料送迎バスを運行していたが、来場者の一割程度の利用に留まっていた。
そこでJRAはウインズ名古屋の改装を機に鉄道駅の新設を計画。徒歩2、3分ほどの場所に位置する東海道本線の盛土の法面を垂直にして用地を確保し、駅を設置する構想を打ち立てた。東海旅客鉄道（JR東海）もナゴヤ球場のアクセス駅にもなり得る立地から新駅を有望と見ていたが、請願駅方式の通例から「地元からの要望があってから検討することで今は白紙」と表明。JRAも地元住民の意見の必要性を認め、八熊学区の代表者に構想を説明し、請願書の提出を呼びかけた。当初、名古屋市はJRAの計画を「地域の活性化よりは利潤追求が先の構想」と評し、静観の立場を取っていた。
その後、JR東海は請願書の提出を受けて駅設置を改めて検討。東海道本線を通して岐阜・豊橋両方面からの誘客が見込めることから、駅設置を決定した。建設事業費は約23億4000万円で、内約20億円をJRAが負担した。JRAの負担金は競馬振興事業の一環であり、請願駅という建前から「地元の環境整備」という名目で支出された。なお、ナゴヤ球場へのアクセス駅としては以前よりナゴヤ球場正門前駅が東海道本線の貨物支線（通称「名古屋港線」）上に臨時駅として存在していたが、尾頭橋駅の開業に伴ってその役目を終えることになった。
当駅の建設が決定した時点で、中日ドラゴンズの本拠地球場はナゴヤドームに移転することが決定していたが、上記の通りウインズ名古屋の最寄り駅としてJRAも建設費を負担した上で設置されている（ナゴヤ球場自体も、2軍の本拠地球場として引き続き使用されている）。

### 年表
- 1990年（平成2年）1月19日以前：日本中央競馬会が地元住民に新駅計画を提示、協力を要請[3]。
- 1992年（平成4年）1月29日：東海旅客鉄道（JR東海）が企画会議で尾頭橋駅（仮称）の建設を決議[5]。
- 1995年（平成7年）3月16日：尾頭橋駅開業[2]。
- 2006年（平成18年）11月25日：ICカード「TOICA」の利用が可能となる。
- 2009年（平成21年）3月13日：エレベーター1基および多目的トイレが新設され、使用を開始する[7]。

## 駅構造
島式ホーム1面2線を有する高架駅であり、改札口・駅舎は高架下にある。元々盛土であったところを高架に作り替えて建設された。有効長は8両編成分。1番線が上り岡崎方面、2番線が下り名古屋方面で駅本屋は西側（南側、2番線側）にある。ホームは曲線上にあるため、列車はカント（線路の高低差）の関係で傾いて停車する。高架駅ではあるものの、東側に中央本線・名鉄名古屋本線の高架線路が低い位置にあるため（加えて中央本線は東海道本線と名鉄線の高架橋をくぐるために一段低くなっている）、西側のみに出入口があり、駅から直接東側に出ることはできない。
JR東海交通事業の職員が業務を担当する業務委託駅で、金山駅が当駅を管理している。そのため、窓口が閉じられることがある。但し集中旅客サービスは非導入である。駅舎内部にはJR全線きっぷうりばや自動改札機（一部TOICA専用）、自動券売機（TOICA対応）、自動精算機（TOICA対応）などが置かれている。改札口とホームを繋ぐエレベーターは2009年（平成21年）に新設された。エレベーター設置と同時に、多機能トイレも整備されている。混雑時に備えて臨時きっぷうりばも設置されている。
JRの特定都区市内制度における「名古屋市内」の駅である。

### のりば
| 番線 | 路線          | 方向 | 行先       |
| ---- | ------------- | ---- | ---------- |
| 1    | CA 東海道本線 | 上り | 豊橋方面   |
| 2    | CA 東海道本線 | 下り | 名古屋方面 |

（出典：JR東海:駅構内図）

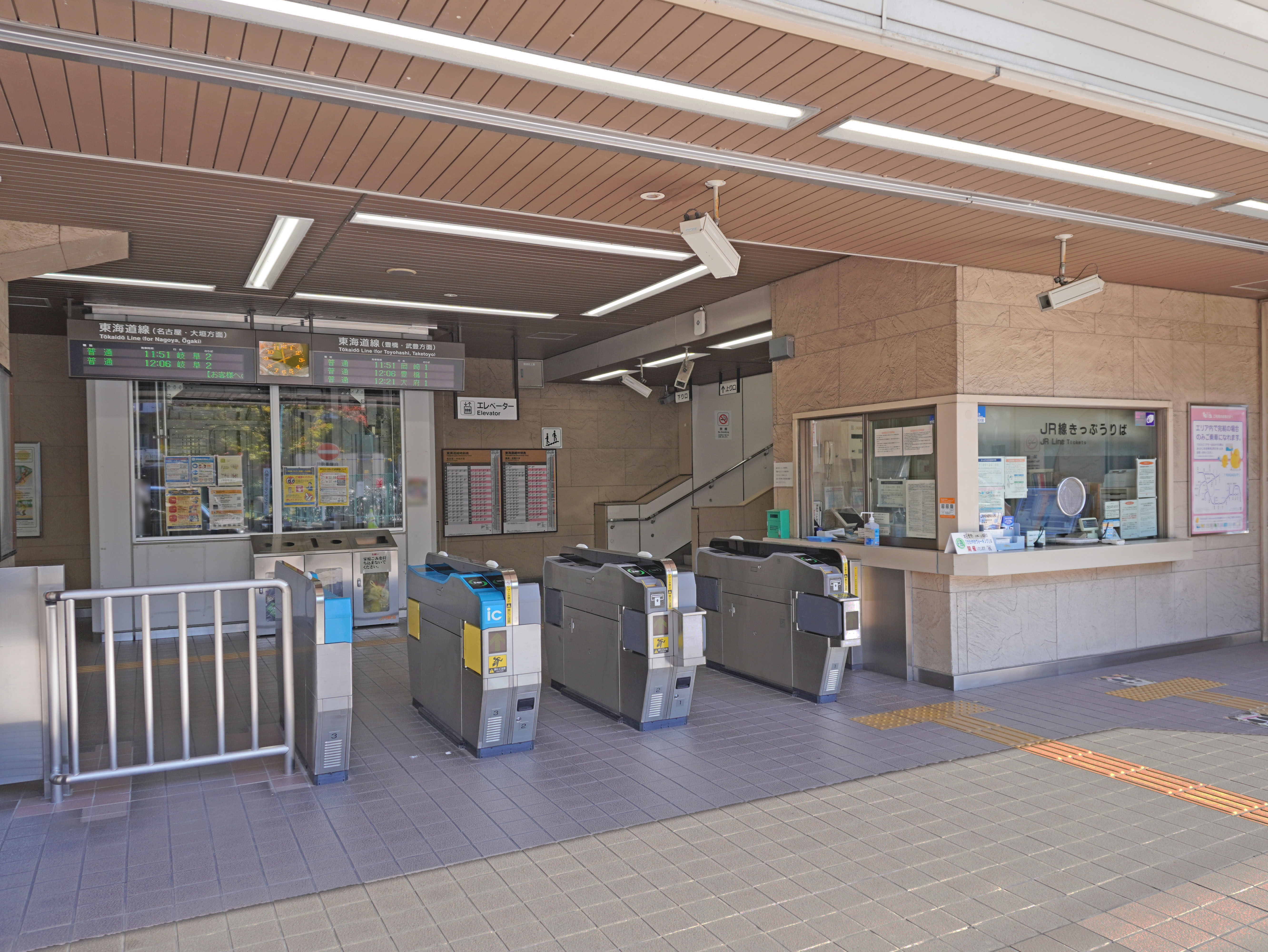
改札口（2022年11月）
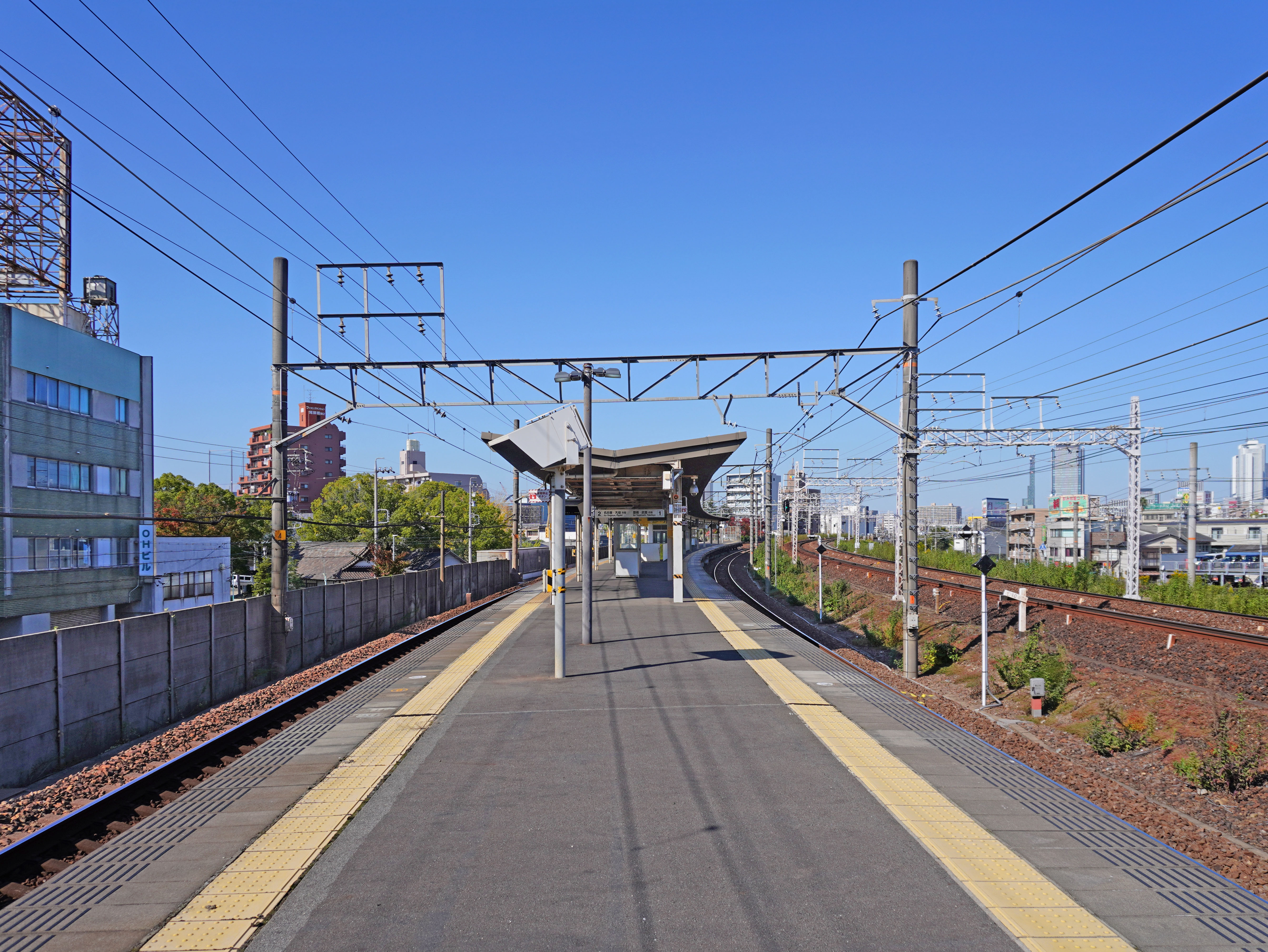
ホーム（2022年11月）

## 利用状況
「名古屋市統計年鑑」によると、当駅の一日平均乗車人員は以下の通り推移している。
| 年度   | 一日平均 乗車人員 |
| ------ | ----------------- |
| 1994年 | 1,875             |
| 1995年 | 3,030             |
| 1996年 | 3,593             |
| 1997年 | 3,077             |
| 1998年 | 3,105             |
| 1999年 | 3,040             |
| 2000年 | 3,052             |
| 2001年 | 3,041             |
| 2002年 | 3,022             |
| 2003年 | 3,053             |
| 2004年 | 3,093             |
| 2005年 | 3,159             |
| 2006年 | 3,318             |
| 2007年 | 3,415             |
| 2008年 | 3,479             |
| 2009年 | 3,354             |
| 2010年 | 3,343             |
| 2011年 | 3,289             |
| 2012年 | 3,245             |
| 2013年 | 3,103             |
| 2014年 | 3,107             |
| 2015年 | 3,276             |
| 2016年 | 3,398             |
| 2017年 | 3,504             |
| 2018年 | 3,643             |

利用者はそれほど多くない。ナゴヤ球場へはかつてのナゴヤ球場正門前駅よりは遠いものの、名鉄山王駅より若干近いため野球終了後は混雑することがある。

## 駅周辺
駅前は閑静な住宅地である。尾頭橋の街の中心は駅からやや離れた尾頭橋商店街になる。駅の東側を江川線（名古屋市道江川線）が通っている。この江川線の上を名古屋市電下江川線が1971年（昭和46年）まで敷設されており、「尾頭橋」停留場も設置されていた。駅名にある「尾頭橋」は駅の南東、堀川を渡る佐屋街道（愛知県道115号津島七宝名古屋線）の橋である。駅前を発着するバスはない。
- ウインズ名古屋（JRA：日本中央競馬会）
- ナゴヤ球場
  - 昇竜館（中日ドラゴンズ合宿所・選手寮）
- 松重閘門
- 名古屋市露橋スポーツセンター
- 中川税務署
- 名古屋市金山市税事務所
- 藤田医科大学ばんたね病院
- 名古屋市立露橋小学校
- 名古屋市立山王中学校
- 尾頭橋商店街
- 山王温泉 喜多の湯
- 名古屋山王郵便局
- 名古屋五女子郵便局
- 名鉄名古屋本線 山王駅
  - 東海道本線および中央本線との並行区間の途中にある駅であるが、北へ離れた場所にあり、乗り換えには適さない。

## 隣の駅
東海旅客鉄道（JR東海）
CA 東海道本線
■特別快速・■新快速・■快速・■区間快速
通過（中央競馬GI競走開催日のみ一部臨時停車）
■普通
金山駅 (CA66) - 尾頭橋駅 (CA67) - 名古屋駅 (CA68)
CF 中央本線
全列車通過

#### 統計資料
1. ↑  平成8年版名古屋市統計年鑑 11.運輸・通信 11-5.JR東海各駅の乗車人員 総数を16日で除した人数。
2. 1 2 3 4 5  平成12年版名古屋市統計年鑑 11.運輸・通信 11-5.JR東海各駅の乗車人員 総数を365および366で除した人数。
3. 1 2 3 4 5  平成17年版名古屋市統計年鑑 11.運輸・通信 11-7.JR東海各駅の乗車人員 総数を365および366で除した人数。
4. 1 2 3 4 5  平成22年版名古屋市統計年鑑 11.運輸・通信 11-7.JR東海各駅の乗車人員 総数を365および366で除した人数。
5. ↑  平成23年版名古屋市統計年鑑 11.運輸・通信 11-7.JR東海各駅の乗車人員 総数を365で除した人数。
6. ↑  平成24年版名古屋市統計年鑑 11.運輸・通信 11-7.JR東海各駅の乗車人員 総数を366で除した人数。
7. ↑  平成25年版名古屋市統計年鑑 11.運輸・通信 11-7.JR東海各駅の乗車人員 総数を365で除した人数。
8. ↑  平成26年版名古屋市統計年鑑 11.運輸・通信 11-7.JR東海各駅の乗車人員 総数を365で除した人数。
9. ↑  平成27年版名古屋市統計年鑑 11.運輸・通信 11-7.JR東海各駅の乗車人員 総数を365で除した人数。
10. ↑  平成28年版名古屋市統計年鑑 11.運輸・通信 11-7.JR東海各駅の乗車人員 総数を366で除した人数。
11. ↑  平成29年版名古屋市統計年鑑 11.運輸・通信 11-7.JR東海各駅の乗車人員 総数を365で除した人数。
12. ↑  平成30年版名古屋市統計年鑑 11.運輸・通信 11-7.JR東海各駅の乗車人員 総数を365で除した人数。
13. ↑  令和元年版名古屋市統計年鑑 11.運輸・通信 11-7.JR東海各駅の乗車人員 総数を365で除した人数。